# Операција Фрилингсервахен (1944)
Услед преласка 2. и 5. дивизије НОВЈ у Србију средином марта 1944, снаге НОВЈ у Санџаку су ослабљене. Немачко-четничке снаге покушале су да искористе ово слабљење, заузму област између Лима и Таре, и успоставе везу између Подгорице и Пријепоља преко Колашина. Пошто је немачки 21. брдски корпус располагао недовољним снагама, они су учествовали углавном оклопним и моторизованим деловима, док су снаге ЈВуО под командом Павла Ђуришића представљале главнину пешадије.
Напад је почео 9. априла 1944. из Пљеваља према југу. 11. априла наступила је из Бродарева према Бијелом Пољу немачка моторизована колона уз подршку четника. Ове снаге заузеле су Бијело Поље 12. априла и наставиле напредовање према Мојковцу. Искористивши овај продор, четници су 13. априла заузели Беране.
До 16. априла снаге 37. дивизије НОВЈ потиснуте су преко Таре од Мојковца низводно. Ту је заустављено наспупање Немаца и четника, извршено сређивање и уз помоћ појачања 17. априла започет противнапад. Након почетних успеха, напредовање је компромитовано продором четничких колона у позадину левог крила, па је штаб корпуса наредио повлачење током ноћи 18/19. априла, левим крилом на леву обалу Таре, а десним на масив Бјеласице.
На јужном правцу офанзива је почела 14. априла наступањем делова 181. немачке дивизије и четника из Подгорице према Биочу. После вишедневних борби, 9. црногорска бригада успела је да блокира овај напад 19. априла, што је омогућило пребацивање главнине 3. дивизије према Мојковцу ради противудара.
Новим противударом који је почео 23. април/24. априла разбијена је немачко-четничка одбрана. Овај успех развијен је у противофанзиву, у којој су поново заузети Бијело Поље (29. априла) и Беране (5. маја), а такође је заузето и Бродарево 5. маја.

## Општи оквир
Од почетка 1944. Врховни штаб НОВЈ настојао је из војних и политичких разлога да ојача своје снаге у Србији, како јачањем локалних јединица, тако и продором из Санџака. Ова настојања подржавала је савезничка Команда Медитерана, веома заинтересована за блокирање комуникација кроз Србију. С друге стране, немачка Команда Југоистока настојала је из војних разлога да то по сваку цену спречи, као и штаб ЈВуО, из војних и политичких разлога.
Први озбиљан покушај продора из Санџака био је продор 2. и 5. дивизије НОВЈ од марта до маја 1944. Тим поводом штабови ЈВуО у Србији успоставили су контакте са немачким Војноуправним командантом Југоистока ради тактичке сарадње. На територији Санџака и Црне Горе, већ током јесени 1943. успостављена је блиска сарадња Немаца и ЈВуО. Као противмеру поводом продора НОВЈ у Србију, штабови ЈВуО и 21. немачког корпуса разрадили су план офанзиве у Санџаку и Црној Гори, да би искористили слабљење снага НОВЈ на том терену. Ова офанзива планирана је и покренута на иницијативу Павла Ђуришића, пошто Немци у том периоду нису имали расположивих снага за захтевније операције.
181. пеш. дивизија
Пред.: Операција »Фрилингсервахен«
1.) Ниже наведени план мајора Ђуришића за спровођење операције »Фрилингсервахен« на знање:
Прва борбена група, 700 људи, из си. правца преко рејона 5 км ј. Бијело Поље за Мојковац (16 км сси. Колашин).
Друга борбена група, 1200 људи, под командом Ђуришићевог Оперативног штаба, од Бродарева преко Шаховића за Мојковац - Колашин...
Непосредни циљ ове операције био је: најпре овладати долином Лима, затим продрети ка Колашину и спојити се са снагама које ће нападати из Подгорице; на тај начин раздвојити 2. корпус НОВЈ и пребацити га на планински масив Сињајевине и Дурмитора. Тиме би биле освојене стратешке позиције у важној области, уништена база за концентрацију снага НОВЈ за продор у Србију, а снаге НОВЈ у Србији биле још више оперативно изоловане. То би такође знатно ојачало пољуљане позиције ЈВуО и Равногорског покрета у Црној Гори и Санџаку.
Павле Ђуришић је јавно и отворено сарађивао са Немцима. Према речима др Вучете Реџића, равногорски оријентисаног историчара и Ђуришићевог великог поштоваоца, он је то радио јер је сматрао да су Немци мање зло од комуниста.
Уз подршку Немаца, четници су се од краја 1943. године и даље борили против комуниста. Апеловали су на обједињавање народа, јер се поједине покрајине саме нису могле одбранити од комуниста. Изводили су нападе на комунистичке јединице с леђа, чак и онда кад су оне нападале окупаторске гарнизоне и без милости уништавали симпатизере и јатаке комуниста, јер, „кад не буду имали симпатизере неће моћи опстати“…
Садејство црногорских четника с Немцима било је отворено. „Били смо принуђeни да се нађемо заједно са окупатором у борби против највећег непријатеља нашег народа - комуниста“, говорили су. „Ми окупатора не волимо, нити му мислимо добро, али није часно док с њим сарађујемо да му спремамо нож у леђа“.

Павле Ђуришић, који је после погибије мајора Ђорђија Лашића постао главни организатор четничких снага у Црној Гори је своје садејство с Немцима, пред своју и свога народа смртну опасност, вршио јавно и свесно. Због тога се није плашио никога. Сретао се са Немцима без устезања, у свако доба дана и ноћи. Примао их је код себе у Штаб, одлазио у њихове штабове и разговарао са њима кадгод је то изискивала каква потреба. Народ је знао да његов храбри војвода не воли окупатора и не жели му ништа добро. Знао је да се он не састаје с Немцима од воље, нити да би им служио, већ од љуте невоље, пред горим и острашћеним злом - комунистима. Знали су то и комунисти, али им то није сметало да га још жешће нападају.
У овим борбама је, према Ратку Парежанину, министру у Недићевој влади, учествовао и 2. батаљон 5. пука Српског добровољачког корпуса, који је под командом капетана Олћана у јануару 1944. прешао у Црну Гору, а од његова 893 борца само се око 350 вратило у Србију, док су остали изгинули у борбама против партизана.

## Наступање Немаца и четника
Према немачком плану, главни нападни циљ у првој фази био је Мојковац. Према њему је требало наступати концентрично са четири правца - од Пештера, Бродарева, Камене Горе и Пљеваља. Нападне снаге бројале су према немачким подацима укупно око 4.300 људи, док Ђуришићев штаб наводи 5.522 само властитих трупа. На главном нападном правцу тактичко командовање поверено је Ђуришићу. Након времена потребног за организовање снага, требало је да у напад ступи четничка група из Подгорице такође ојачана немачким деловима.
На правцима напада налазиле су се јединице 37. санџачке дивизије: Од Челебића до Маоча налазила се 4. санџачка бригада, од Маоча до Бијелог Поља налазила се 3. пролетерска бригада, а 8. црногорска бригада налазила се између Берана и Бијелог Поља. Ове три бригаде имале су укупно око 2.500 бораца.
Почетак напада предвиђен је за 10. април.
Већ 10. априла, на Пљеваљском правцу, погинуо је командант Пљеваљске бригаде ЈВуО поручник Јован Јеловац. Током борби 10. и 11. априла нападач није постигао одлучујући успех.
12. априла ујутро групација која је наступала из правца Бродарево кренула је униргично у напад путем, а делови Беранске четничке бригаде успели су да између положаја 3. пролетерске и 8 црногорске бригаде продру преко Граба, Кичаве и Лисе према Шаховићима и реци Љубовиђи. Јединице НОВЈ принуђене су да до краја дана евакуишу Бијело Поље, а два батаљона (1. и 4.) 8 црногорске бригаде заузимањем Бијелог Поља и продором четника у правцу Шаховића били су опкољени код Модрог Дола. За време пробијања оба батаљона су претрпела веће губитке и изгубила су један тешки минобацач и нешто аутоматског оружја. Овај испад одбране 37. дивизије искористиле су четничке снаге на левом крилу, па су 13. априла запоселе и Беране. Ђуришићев штаб издао је саопштење поводом ових борби.
Након ових неуспеха и ташке ситуације у којој су се јединице нашле, штаб 2. корпуса наредио је извлачење јединица на леву обалу Таре и на обронке Бјеласице ради сређивања. 14. априла Немци и четници избили су на Тару, а 16. априла овладали су Мојковцем, припремајући се за напад према Колашину.
Напад са југа, из правца Подгорице према Колашину, напад је каснио услед заузетости немачких и четничких снага борбама у области Чева против Приморске оперативне групе НОВЈ. Напад је коначно почео 14. априла, а у њема је, поред четника и Немаца, учествовала и једна легија италијанских фашиста. Након почетног напредовања, овај напад је на тешком терену изгубио замах.

## Први противнапад Другог ударног корпуса НОВЈ
Преласком на леву страну Таре јединице 37. дивизије су се поставиле од Мојковца до Левертаре, са задатком да по сваку цену спрече прелаз непријатеља преко реке. Штаб 2. ударног корпуса упутио је 15. априла у помоћ 37. дивизији три батаљона 5. пролетерске и један батаљон 9. црногорске бригаде.
Штаб 2. ударног корпуса издао је 16. априла заповест за општи напад на сектору Мојковца. Према тој заповести напад је отпочео у 16. априла 21 час са две колоне. Десну колону чинила су два батаљона 5. и један батаљон 8. црногорске бригаде, а леве два батаљона из 8. и по један батаљон из 5. пролетерске и 9. црногорске бригаде. Трећој пролетерској бригади је било наређено да садејствује левој колони, а 4. санџачкој да офанзивно дејствује у правцу Пљеваља и по сваку цену спречи продор непријатеља са те стране.
Четврта санџачка бригада је пребацила своја два батаљона на десну страну Таре и сна су наступала у правцу Вашкова и Барица. Трећа бригада је прешла Тару преко моста на Ђавољим лазима. Њена два батаљона су наступала преко Прошћења према Церу, а друга два у правцу Бурења. Десна колона водила је борбу у току целе ноћи на линији Медено гувно - Брсково - Мучница и Развршје. Након потискивања бранилаца са тих положаја, колона је овладала Мојковцем, чиме је омогућен је прелаз преко моста у Мојковцу јединицама леве нападне колоне. Јединице десне и леве колоне су у току ноћи 16/17. и дана 17. априла напредовале до реке Љубовиђе и у правцу Раките и Мајсторовине.
У току дана 17. и 18. априла дошло је до неизвесне борбе делова обе нападне групе са четничко-немачком маневарском групом од око 1500 људи са неколико минобацача и једним брдским топом. Ова четничко-немачка група успела је да из Равне Ријеке и Мајсторовине бочним нападом потисне и угрози снаге НОВЈ. Ове снаге су у току 18. априла извршиле контранапад и поново потисле четнике и Немце и заузеле положаје изгубљене претходног дана.
Два батаљона 3. пролетерске бригаде напала су 17. априла у 2 часа четнике предвођене Бећиром Томовићем на линији Сига - Лепенац и брзо их протерали према Церу. Тога дана јединице 3. пролетерске бригаде су избиле на Бурењ, а затим и на Цер, одакле су наставиле гоњење непријатеља у правцу Шаховића. Два батаљона 4. санџачке бригаде такође су напала 17. априла четнике на положајима Развршја, Забрђа и Жари.
На основу ових успеха, штаб 37. дивизије издао је заповест 18. априла о даљем гоњењу непријатеља. Међутим, у току дана испошио се снажан притисак на делове 4. санџачке бригаде, па је она поново одбачена на леву обалу Таре. Снажан притисак на леву нападну групу онемогућио је даље развијање напада и угрозио достигнуте позиције. Због тога је штаб корпуса 18. априла у 17 часова наредио обустављање напада и извлачење на полазне положаје.
Снаге 2. ударног корпуса у области Мојковца 19. априла прешле су у одбрану.

## Други противнапад Другог ударног корпуса НОВЈ
Штаб 2. корпуса предложио је Врховном штабу да се хитно оријентишу 2. и 5. дивизија са севера у правцу Пљеваља и Пријепоља, а да се 27. дивизија 3. корпуса оријентише у из источне Босне у правцу Фоче, ради удара у позадину снага које су вршиле притисак на 2. корпус. Врховни штаб није прихватио предлог у вези са 2. и 5. дивизијом, а у вези са 27. дивизијом предлог је прихваћен. Због појаве 27. дивизије према Бољагаићима и Челебићу, неки немачки делови упућени су са простора Бијело Поље - Мојковац у правцу Пљеваља.
Пошто је успешно блокирао немачко-четнички напад од Подгорице на север, штаб 2. корпуса пребацио је главнину 3. дивизије према Мојковцу. Ова два чиниоца омогућила су штабу 2. корпуса да припреми је нови, знатно успешнији противнапад. Од великог значаја била је и попуна опремом и муницијом. На захтев штаба корпуса преко официра за везу при штабу, савезнички авиони у међувремену су падобранпма доставили знатну количину опреме у Колашин.
Према заповести штаба корпуса, снаге за напад формиране су у две колоне:
- Десну колону: сачињавале су 5. и два батаљона 7. црногорске бригаде под командом команданта 3. дивизије Радована Вукановића. Њен основни задатак десне колоне је био да одбаци непријатеља на правцу: Пржиште - Слијепач Мост и ослободи Бијело Поље.
- Десну колону: сачињавале су 3. санџачка, 8. црногорска и два батаљона 1. бригаде „Гарибалди“ под командом команданта 37. дивизије Жарка Видовића. Задатак ове колоне био је напад правцем Мојковац - Лепенце -Цер и продор делом снага у залеђе Бијелог Боља, на пут према Бродареву, а другим делом одбацивање непријатеља према Пљевљима. Овој колини садејствовала је 4. санџачка бригада са батаљоном Дурмиторског одреда и једним италијанским батаљоном нападом преко Таре, од Ђурђевића Таре према Пљевљима.

Наступање је почело током ноћи 23/24. априла.
Јединице десне колоне су током прве ноћи савладале отпор комбинованих немачко-четничких снага и пробиле прву линију одбране. Енергичним напредовањем током следећег дана, два батаљона 5. пролетерске избила су на реку Љубовиђу код села Пала, увече прешла реку и наставила наступање. Пошто је овим угрожен немачко-четнички положај код Слијепач Моста, оне су присиљене на повлачење под притиском наступајућих осталих делова десне колоне НОВЈ.
Лева колона такође је имала успеха, избацивши противнике из Мојковца и напредујући лево од пута Мојковац - Бијело Поље. Избивши пред Бијело Поље, десна колона уз помоћ два батаљона 8. црногорске бригаде из леве колоне, извршила је током ноћи 26/27. априла напад на град. Напад није био припремљен, јединице леве колоне нису још биле достигле потребне позиције на путу Бијело Поље - Бродарево, тако да се завршио неуспехом.
Током следећа два дана комбиноване немачко-четничке снаге вршиле су испаде из Бијелог Поља уз помоћ тенкова ради растерећења. На овај начин успеле су да маскирају своје извлачење и избегну одсецање. Након њиховог повлачења, 29. априла 5. и 7. црногорска бригада ушле су у Бијело Поље.
Након заузимања Бијелог Поља, 3. и 4 санџачка бригада наставиле су продор према Пљевљима, а 8. црногорска садејствовала је наступању низ лимску долину. Према наређењу штаба 3. дивизије 5. пролетерска је садва батаљона наставила наступање левом обалом Лима према Бродареву, један је наступао десном обалом, а један је упућен према Пештеру и Сјеници. Два батаљона 7. црногорске упућена су према Беранама, потискујући јаке четничке снаге у повлачењу.
Приликом напада на Бродарево, поновио се сличан сценарио као приликон напада на Бијело Поље. Два батаљона 5. пролетерске, наступајући левом обалом Лима, подишли су 2. маја Бродареву, и током ноћи 2/3. маја нападом избацили Немце и муслиманску милицију из места. Међутим, пошто делови 8. црногорске бригаде нису стигли да затворе комуникацију Пријепоље - Бродарево, уследио је током 3. маја противнапад немачких оклопних снага из Пријепоља, које су истог дана поново овладале местом.
Кад је током 4. маја 7. црногорска коначно успела да затвори пут Пријепоље - Бродарево, то је омогућило извођење током селдеће ноћи успешног напада за ослобађање овог места.
Пошто је објединио команду над целом бригадом и јединицама Комског одреда и прикупио податке о противнику (четницима) и њиховом распореду у Беранама и долини Лима, према Андријевици, штаб 7. црногорске бригаде издао је 4. маја. заповест за напад.
Наступајући у три колоне, јединице бригаде и територијални батаљони током ноћи 4/5. маја избацили су четнике из Берана и поново овладале овим градом.
Четврта санџачка са потчињеним јединицама уз много напора приручним средствима пребацила се током 24. и 25. априла са леве на десну обалу Таре и потиснула четничке и немачке снаге из Косанице, наступајући даље према Пљевљима. Немци су се супротставили повременим брзим противнападима нападних оклопних група са четничком пешадијом у циљу узмемиравања и одбацивања од града.
3. пролетерска бригада наступала је преко Коврена и Граба. У оштрим борбама против комбиноване групе Немаца и муслиманске милиције, противник је одбачен према Биову Гробу. У тим борбама између осталих погинуо је и локални вођа муслиманске милиције Хусеин Ровчанин, а из 3. пролетерске командант 2. батаљона Саво Цвијовић.
3. пролетерска избила је са три батаљона ноћу 1/2. маја на Вуково Брдо, где се налазила Милешевска четничка бригада. По лошем времену и уз слабу видљивост батаљони су извршили обухватни напад. Том приликом нанети су четницима тешки губици од 82 погинула, 30 рањених и 4 заробљена. Међу погинулима се налазио и заменик команданта бригаде поручник Јован Шарановић. Павле Ђуришић, који је са штабом боравио код ове бригаде, спасио се бекством. Након овог успеха, 3. пролетерска избила је на важну комуникацију Пријепоље - Пљевља.
Немачко-четнички противнапад из Пљеваља уследио је 7. маја. На северном крилу, немачка формација батаљонске јачине успела је са придодатим четницима да се привуче јединицама 3. санџачке на јуришно одстојање, и да их јуришом потисне према селу Камена Гора. Јужна формација, састављена од четника са мањим бројем Немаца, у околини села Козице није имала успеха.
Током ноћи 8/9. маја 3. пролетерска бригада извршила је по тешком стрмом и шумовитом терену противнапад на Немце који су успоставили утврђене положаје за заштиту комуникације. Напад је успео, али уз значајне губитке. Између осталих, погинули су командант 1. батаљона 3. пролетерске Радомир Ракочевић (проглашен за народног хероја 1953) и заменик команданта истог батаљона Андрија Рвовић.
На тај начин су противофанзивом НОВЈ поништени сви добици које су немачке и четничке снаге оствариле априлском офанзивом, уз извесно поправљање позиција НОВЈ.